# Станіслав Волуцький
Станіслав Волуцький (пол. Stanisław Wołucki; близько 1557—1619) — польський шляхтич, урядник Королівства Польського. Представник роду Волуцьких гербу Равич. Брат єпископа Павела Волуцького.

## Життєпис
Народився близько 1557 року. Був представником роду Волуцьких гербу Равич, представленого в Равському воєводстві. Батько — Ян Волуцький, равський підсудок (зокрема, 1550 року), матір походила з роду Олтажевських (пол. Ołtarzewskich) гербу Лис. Мав одну сестру і шестеро братів. Зокрема, Анджей у 18 років був нагороджений королем як «poeta laureatus»; Філіп був каштеляном і воєводою равським, Себастьян — малоґоським каштеляном, Войцех мав поступити до Товариства Ісусового (Єзуїти). Старшим братом був латинський єпископ Кам'янця-Подільського та Луцька Павел Волуцький.
Посади (уряди): галицький каштелян (1618—1620), коронний підкоморій (1620—1622), равський староста,

### Сім'я
Був одруженим. Подібно, його першою дружиною була Дидинська, подільська підкоморянка. Другою стала Катажина «генералова Потоцька» (її батько — стражник коронний Миколай Потоцький).